# 乌杨街道
乌杨街道是中华人民共和国重庆市秀山土家族苗族自治县下辖的一个街道办事处。

## 行政区划
乌杨街道下辖以下村级行政区划单位：
天桥社区、乌杨社区、河港村、太阳村、新春村、长滩村、兴隆村、大田坝村、贵图村、流秀桥村、凉亭村和郭园村。